# Wielkopolski ser smażony
Der Wielkopolski ser smażony (deutsch etwa 'großpolnischer gebackener Käse') ist ein polnischer Rohmilchkäse aus der Woiwodschaft Großpolen.

## Eigenschaften
Der Käse mit geriffelter Oberfläche wird mit und ohne Kümmel angeboten.
Seine Konsistenz ist fest, homogen und plastisch, die Käsemasse ist hell-cremefarben bis gelb.
Das Fettgehalt beträgt von mindestens 7,5 % F.i.Tr. und die Trockenmasse liegt bei 35 %. 

## Herstellung
1. Zu Beginn wird die Rohmilch höchstens 24 Stunden bei einer Temperatur von max. 6 °C gelagert.
2. Die Milch wird dann mittels Zentrifugen auf höchstens 1 % entfettet.
3. Danach wird die Milch für mindestens 30 Sekunden auf 70 bis 75 °C erhitzt.
4. Der Ansatz des Ferments (Laktokokken-Kultur) erfolgt bei 25 °C und dauert acht bis zehn Stunden.
5. Nach Zugabe von 2 % Ferment findet die Säuerung bei 20 bis 23 °C statt.
6. Die Masse wird für 2 Stunden auf 32 bis 33 °C erhitzt und geschnitten und gewendet.
7. Danach erfolgt das Entfernen der Molke und die Dickete wird auf einer Presse ausgedrückt, wo sie bei einer Temperatur von 20 °C entwässert wird, bis sie einen Wassergehalt von ca. 64 % erreicht.
8. Es folgt die Zerkleinerung und Verteilung auf Blechen
9. Die Reifung erfolgt auf Blechen bei 16 bis 27 °C bis eine glasige Quarkmasse entsteht. Dies dauert zwei bis drei Tage
10. Unter Beimischung von Fett (Butter) erfolgt der Bratvorgang, zum Teil mit Kümmel (mindestens 90 °C etwa 15 Minuten lang).

## Herstellerregion
Der Wielkopolski ser smażony ist seit dem 8. August 2008 ein Produkt mit geschützter geografischer Angabe. Die in der EU-Verordnung zum Käse festgelegte Region umfasst die Verwaltungsgrenzen der Woiwodschaft Wielkopolski.

## Geschichte
Im Westen Großpolens bildete sich ab dem Ende des 18. Jahrhunderts die Kolonisationsform der sog. Hauländereien heraus. Vermutlich führten diese Siedler das Braten von Käse ein.
Sowohl die Hauländer als auch die Bamberger Zinsbauern (katholische Siedler aus Oberfranken) begründeten die in dieser Region vorherrschenden Milchviehhaltung, Landbewirtschaftung und Milcherzeugung.